# Markus Schiefer
Markus Schiefer (* 1960 in Weiden in der Oberpfalz) ist ein deutscher katholischer Theologe.

## Leben
Nach dem Abitur 1980 am Gymnasium bei St. Stephan studierte er von 1982 bis 1987 katholische Theologie und Mathematik für das Lehramt an Gymnasien an der Universität München. Er legte 1987 das erste Staatsexamen für das Lehramt an Gymnasien in katholische Theologie und Mathematik ab. Nach der Promotion 1990 zum Dr. theol. bei Joachim Gnilka (Lehrstuhl für neutestamentliche Exegese und biblische Hermeneutik) an der Ludwig-Maximilians-Universität München absolvierte er von 1990 bis 1992 das Studienreferendariat für das Lehramt an Gymnasien in den Fächern katholische Religionslehre und Mathematik am Holbein-Gymnasium Augsburg, Gymnasium bei St. Stephan in Augsburg, Paul-Klee-Gymnasium Gersthofen und Leonhard-Wagner-Gymnasium. Nach dem zweiten Staatsexamen 1992 für das Lehramt an Gymnasien in katholischer Theologie und Mathematik war er von 1992 bis 1999 Studienrat am Gymnasium Königsbrunn. Von 1999 bis 2005 war er Akademischer Rat bzw. Oberrat am Lehrstuhl für Didaktik des Katholischen Religionsunterrichts und Religionspädagogik (Fritz Weidmann) der Katholisch-Theologischen Fakultät der Universität Augsburg. Von 2005 bis 2007 vertrat er die Professur für Katholische Theologie mit Schwerpunkt Biblische Theologie und Exegese des Neuen Testaments am Institut für Katholische Theologie der Universität Koblenz-Landau, Campus Landau (seit 2023: Rheinland-Pfälzische Technische Universität Kaiserslautern-Landau), die er als Professor im Mai 2007 übernahm.

## Werke (Auswahl)
- Die Sprache des Leids in den paulinischen Peristasenkatalogen (= Stuttgarter biblische Beiträge. Band 23). Verlag Katholisches Bibelwerk, Stuttgart 1991, ISBN 3-460-00231-X (zugleich Dissertation, München 1990).
- als Herausgeber mit Hans Mendl: Tradition, Korrelation, Innovation. Trends der Religionsdidaktik in Vergangenheit und Gegenwart. Festschrift für Fritz Weidmann zum 65. Geburtstag. Auer, Donauwörth 2001, ISBN 3-403-03560-3.
- als Herausgeber mit Hans Mendl, Georg Langenhorst und Ludwig Sauter: Leben lernen. Menschliche Ausdrucksformen als Lernperspektiven im Religionsunterricht. Festschrift für Ludwig Rendle. Verlag Lusa, Babenhausen 2010, ISBN 978-3-9812290-0-4.
- als Herausgeber mit Wolfgang Grünstäudl und Judith Distelrath: Verzwecktes Heil? Studien zur Rezeption neutestamentlicher Heilungserzählungen (= Biblical tools and studies. Band 30). Peeters, Leuven/Paris/Bristol 2017, ISBN 978-90-429-3440-5.
- Exklusive Angebote. Biblische Heilungsgeschichten inklusiv gelesen. Matthias-Grünewald Verlag, Ostfildern 2017, ISBN 3-7867-3120-9.